# 阿萊爾塞科斯特羅國家公園

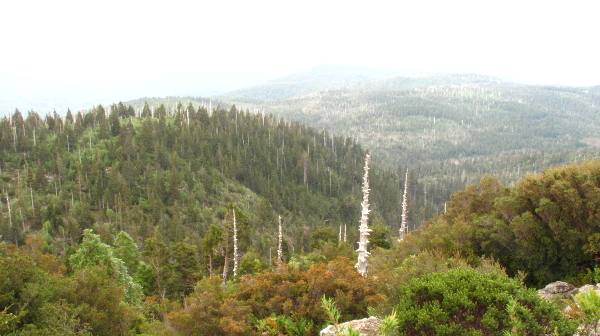

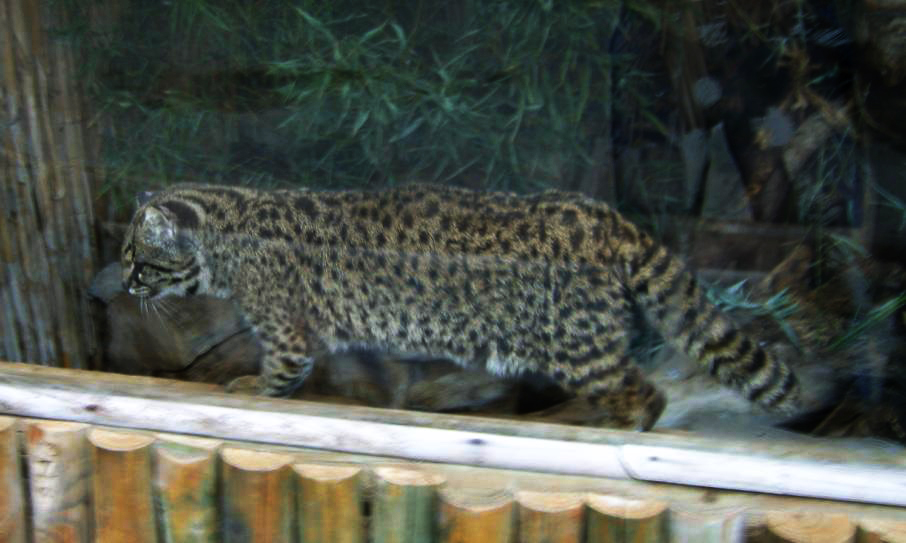

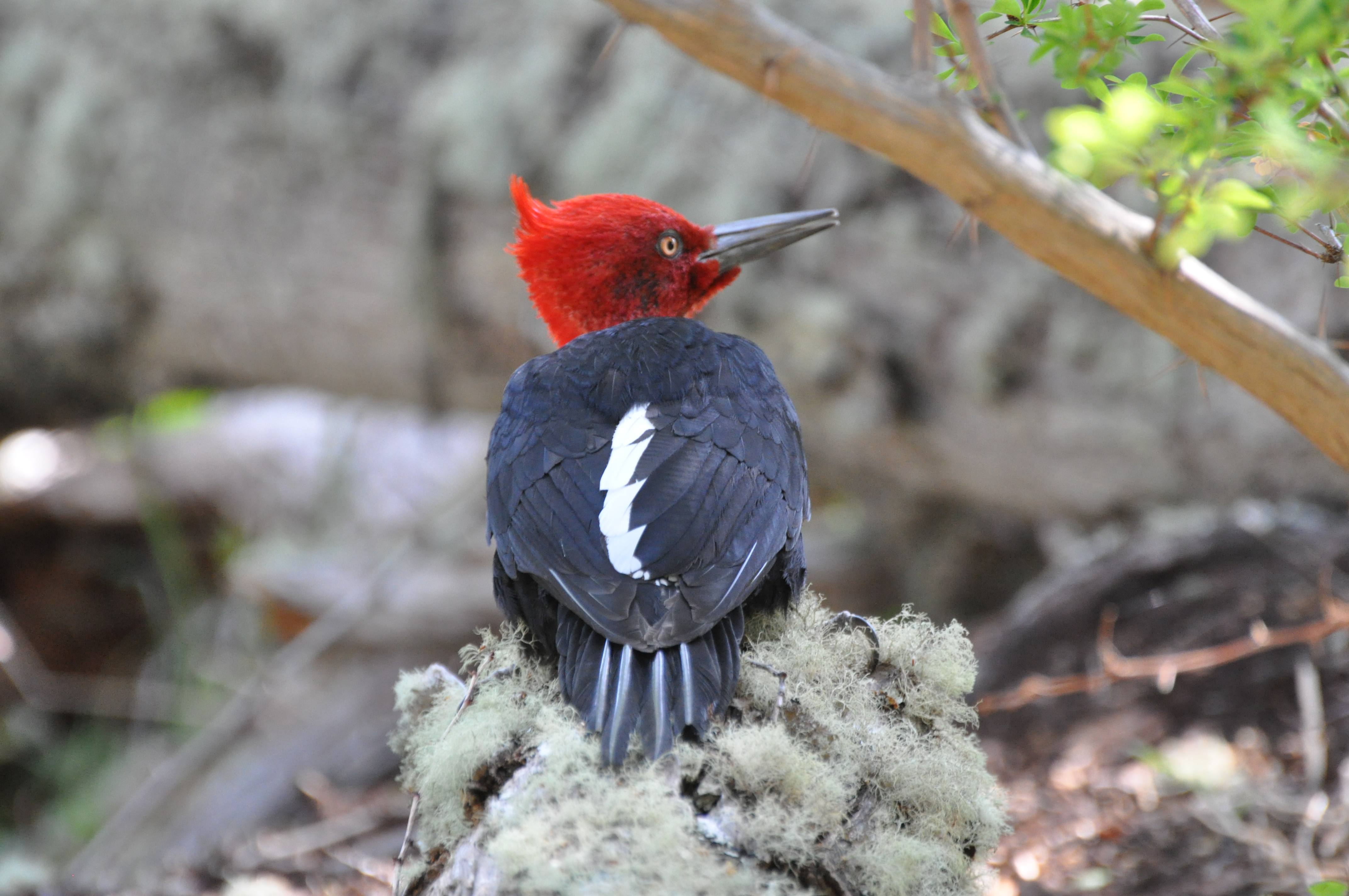

阿萊爾塞科斯特羅國家公園是智利的國家公園，位於該國中部，由河大區負責管轄，距離瓦爾迪維亞約137公里，成立於1987年，面積23平方公里。